# Xysticus desidiosus
Xysticus desidiosus es una especie de araña cangrejo del género Xysticus, orden Araneae. Fue descrita científicamente por Simon en 1875.

## Distribución geográfica
Se distribuye por Europa.